# Chiesa di Sant'Ignazio (Parigi)
La chiesa di Sant'Ignazio (in francese: église Saint-Ignace de Paris) è un luogo di culto cattolico di Parigi, situato in rue de Sèvres, nel VI arrondissement. È intitolata a Sant'Ignazio di Loyola, fondatore della Compagnia di Gesù, ordine che la officia; è attigua al Centre Sèvres, la facoltà di filosofia e teologia dei gesuiti a Parigi.
La chiesa, inizialmente col titolo dell'Immacolata Concezione, fu costruita dal 1855 al 1858 su progetto del padre gesuita e architetto Magloire Tournesac; è in stile neogotico. L'edificio è attualmente privo di facciata, poiché negli anni 1970 fu addossata al suo prospetto principale un'altra costruzione. All'interno, sulla cantoria in controfacciata, si trova l'organo a canne Cavaillé-Coll opus 647.
Le principali misure dell'edificio sono le seguenti:
| Parametro                          | Misura  |
| ---------------------------------- | ------- |
| Lunghezza                          | 50 m    |
| Larghezza totale                   | 23 m    |
| Altezza interna della navata       | 27 m    |
| Altezza esterna della navata       | 33 m    |
| Altezza dei campanili              | 39,75 m |
| Diametro della cupola              | 15,30 m |
| Diametro del rosone della facciata | 5,25 m  |

## Galleria d'immagini

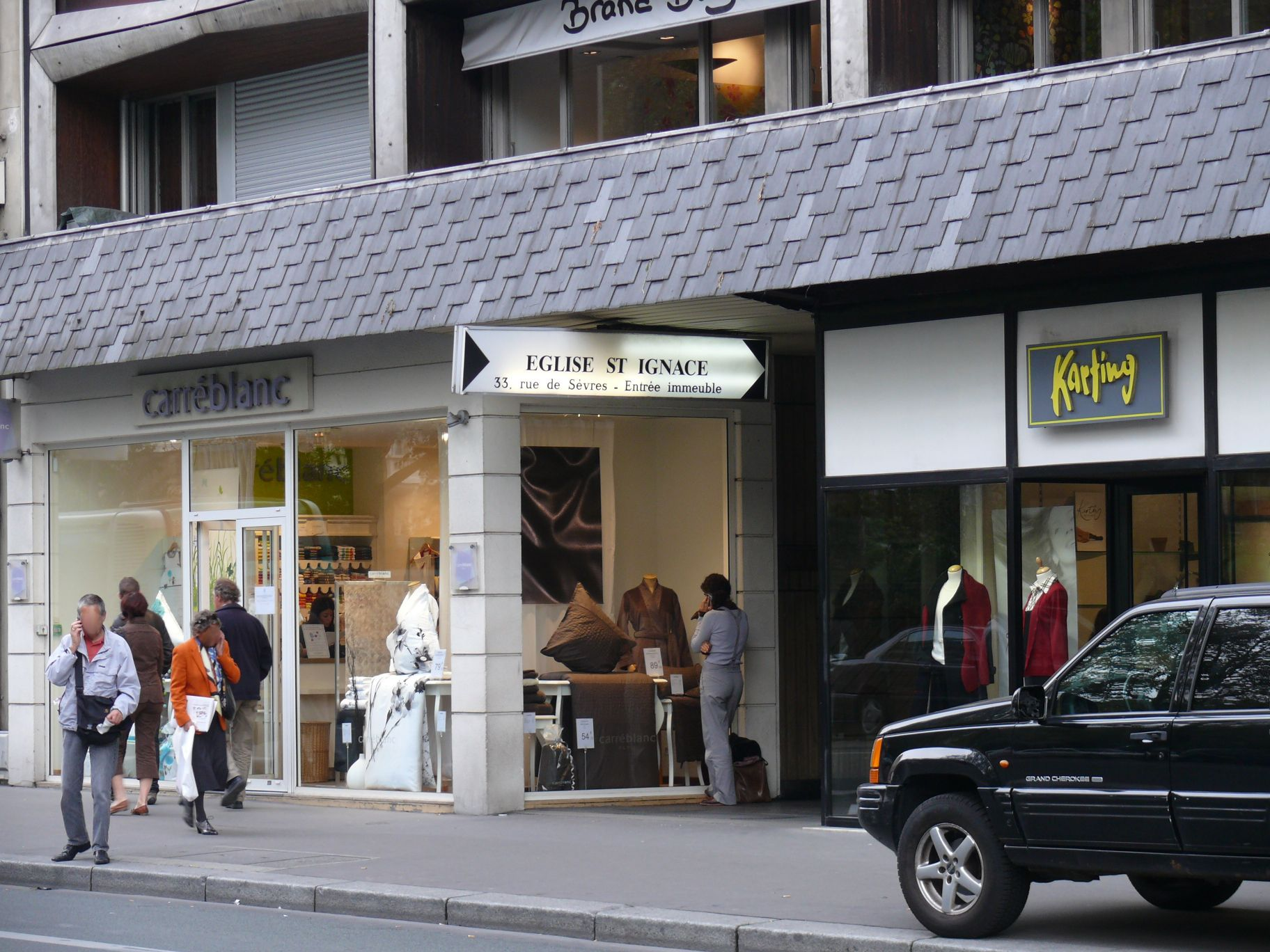
Ingresso sulla strada
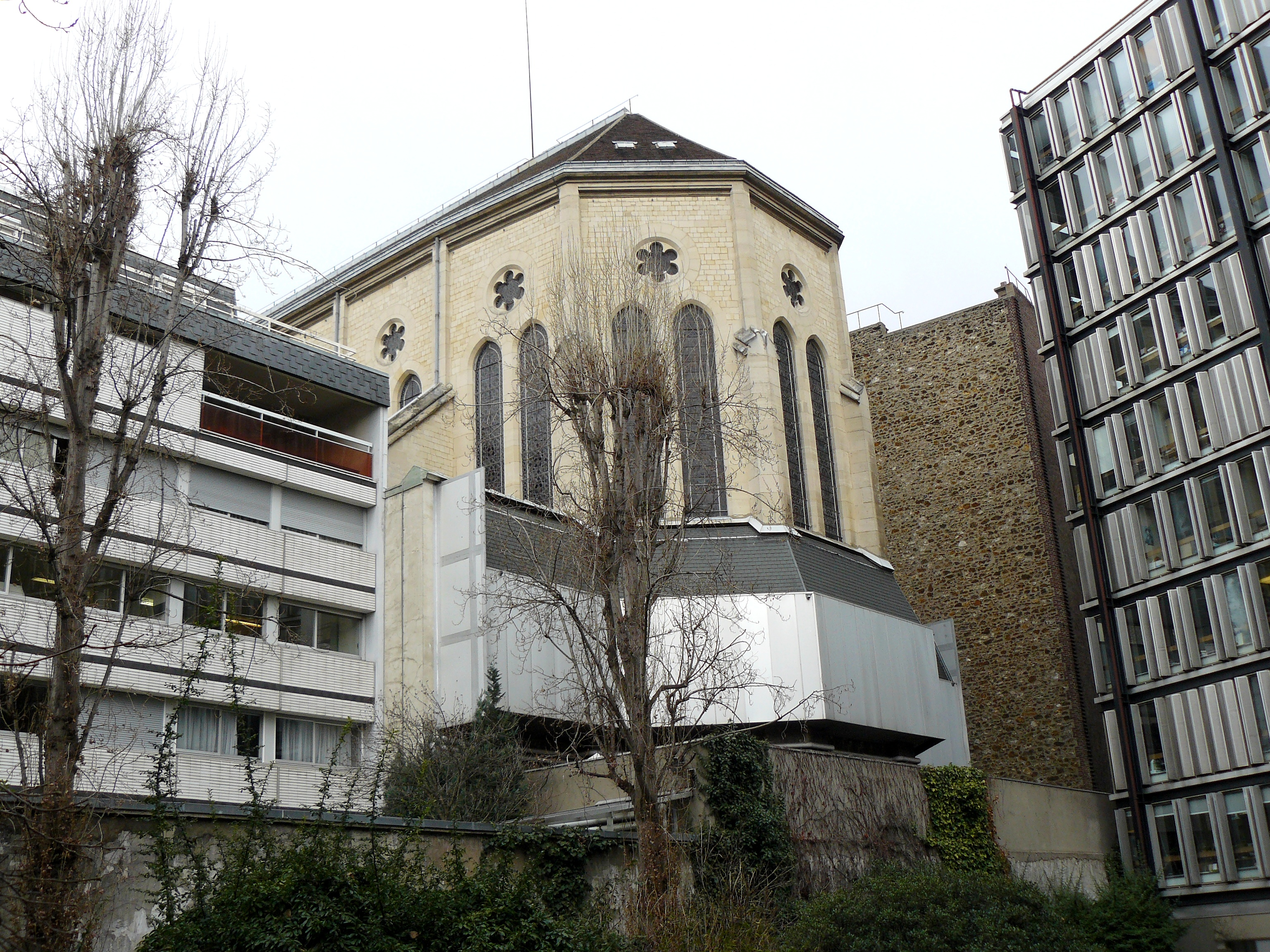
L'abside, non visibile dalla strada
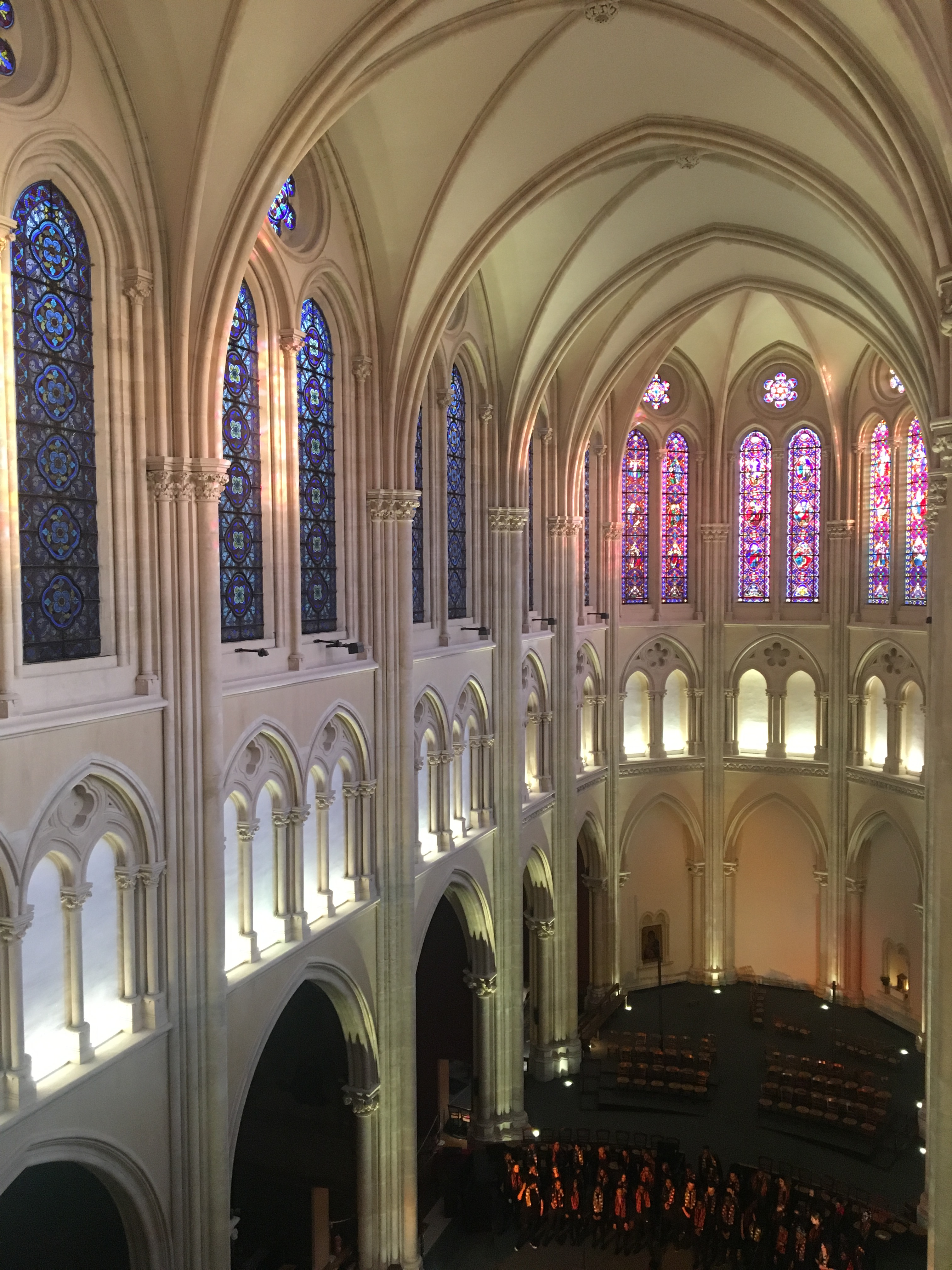
Interno dalla cantoria
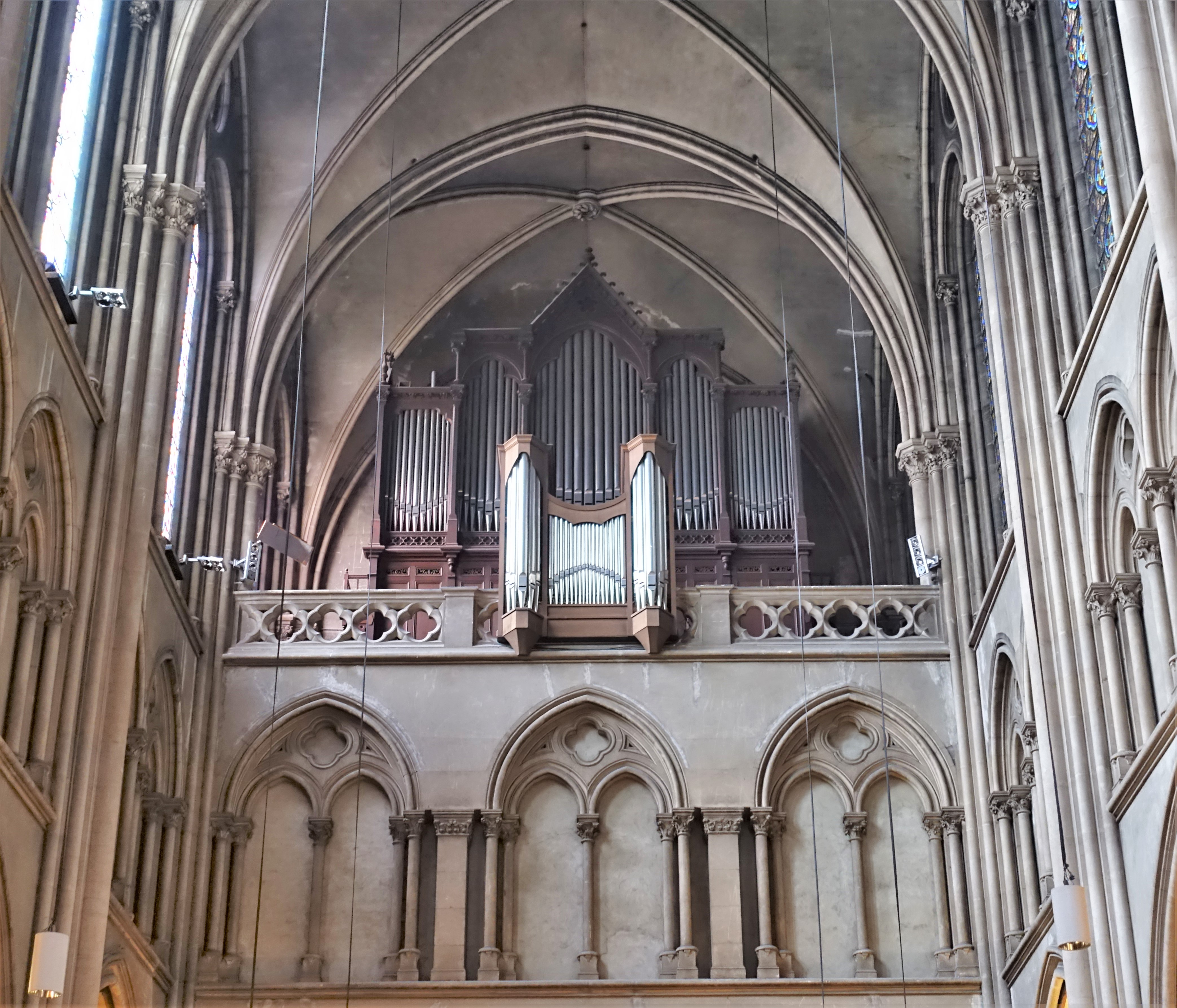
Organo a canne
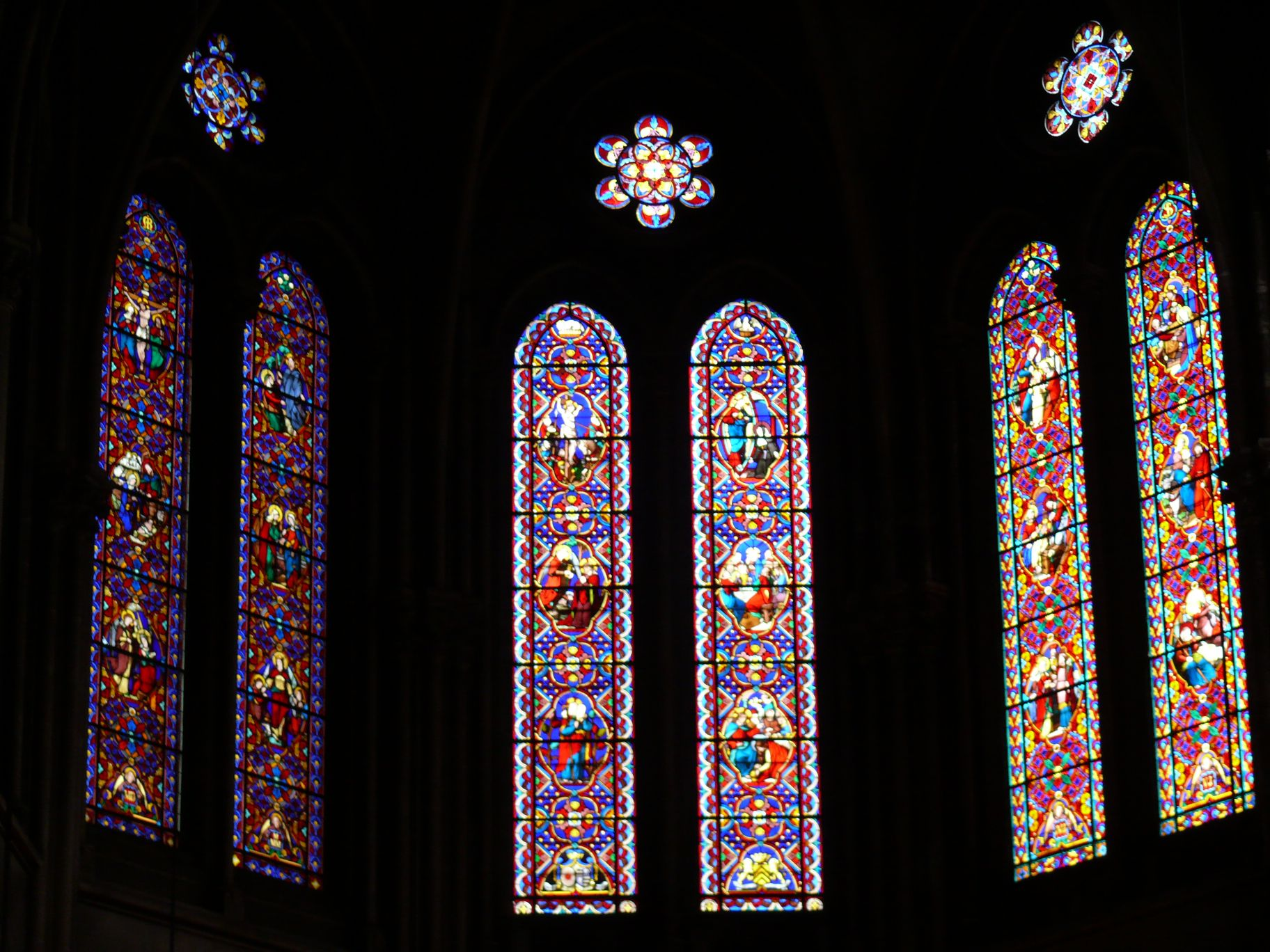
Vetrate dell'abside
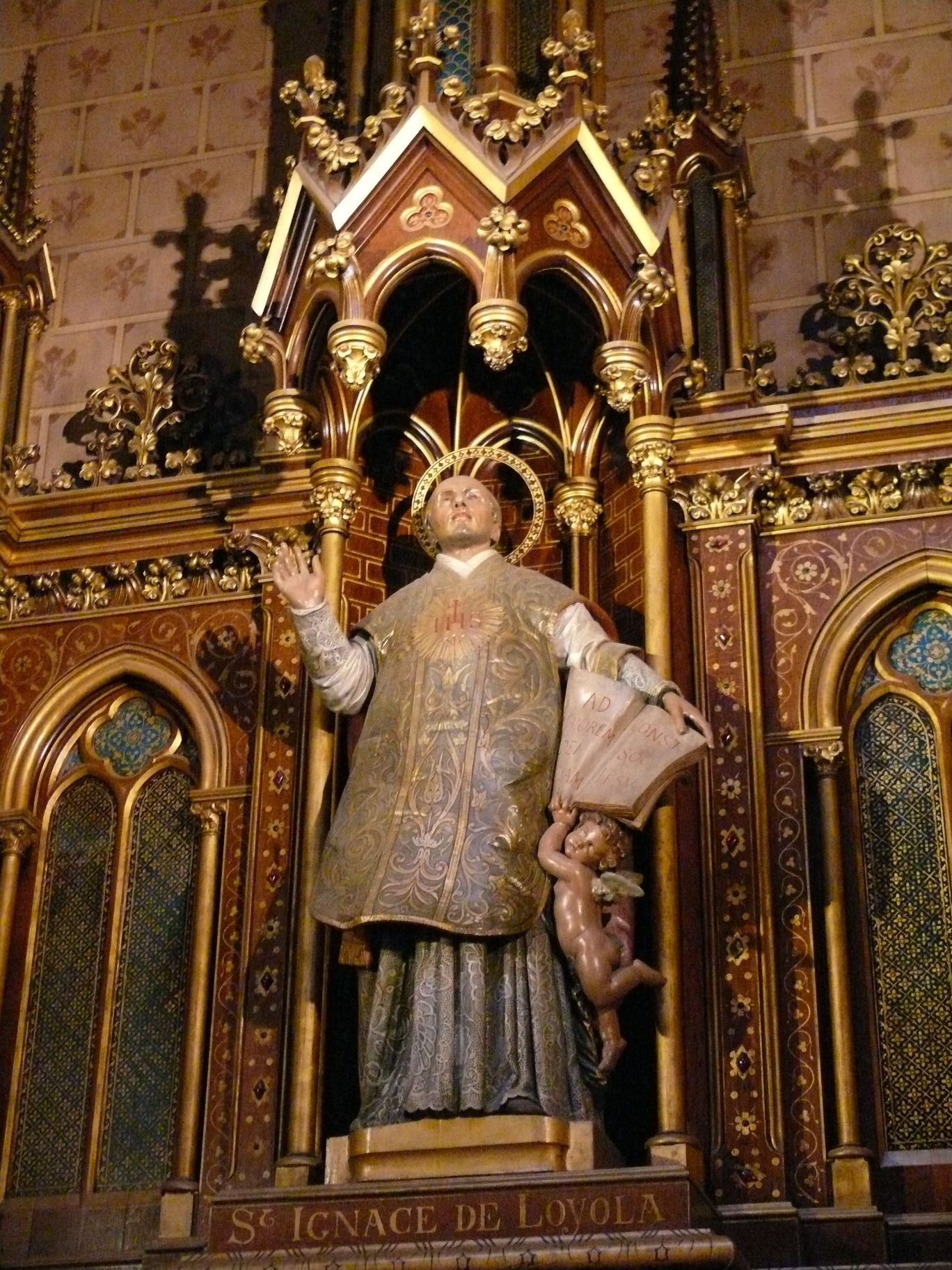
Statua di Saint'Ignazio